# Jensensche Formel
In der Mathematik gibt die Jensensche Formel eine Formel für die Integration einer analytischen Funktion über den Rand eines Kreises. Die Formel ist nach dem dänischen Mathematiker Johan Ludwig Jensen benannt, der sie 1899 erstmals beschrieb.
Sie ist von grundlegender Bedeutung in der Nevanlinna-Theorie (Wertverteilungstheorie).

## Formel
Sei {\displaystyle f\colon \mathbb {C} \to \mathbb {C} } eine analytische Funktion und seien {\displaystyle a_{1},\ldots ,a_{n}} ihre Nullstellen in der Kreisfläche {\displaystyle D_{r}=\left\{z\in \mathbb {C} :|z|<r\right\}} für ein {\displaystyle r>0}. Dann gilt
{\displaystyle \log |f(0)|=\sum _{k=1}^{n}\log {\frac {|a_{k}|}{r}}+{\frac {1}{2\pi }}\int _{0}^{2\pi }\log |f(re^{i\theta })|\,d\theta .}
Falls {\displaystyle f} in {\displaystyle D_{r}} keine Nullstellen hat, erhält man den Mittelwertsatz von Gauß für die harmonische Funktion {\displaystyle \log |f(z)|}.

## Beispiel: Polynome
Nach dem Fundamentalsatz der Algebra lässt sich jedes Polynom über {\displaystyle \mathbb {C} } zerlegen als
{\displaystyle p(z)=a\prod _{i=1}^{d}(z-\alpha _{i})}.
Aus der Jensenschen Formel folgt dann mit {\displaystyle r=1}:
{\displaystyle \log |a|+\sum _{i=1}^{d}\,\log(\max(|\alpha _{i}|,1))={\frac {1}{2\pi }}\int _{0}^{2\pi }\log |p(e^{i\theta })|\,d\theta .}
Beispiel: {\displaystyle p(z)=z^{2}-z+1} lässt sich zerlegen als {\displaystyle p(z)=(z-\alpha _{1})(z-\alpha _{2})} mit {\displaystyle \alpha _{1,2}={\tfrac {1}{2}}\pm {\tfrac {\sqrt {3}}{2}}i}. Wegen {\displaystyle |\alpha _{1}|=|\alpha _{2}|=1} folgt daraus 
{\displaystyle \int _{0}^{2\pi }\log |p(e^{i\theta })|\,d\theta =0}.